# Grand Prix de Fourmies 2022
Il Grand Prix de Fourmies 2022, ottantanovesima edizione della corsa, valida come quarantunesima prova dell'UCI ProSeries 2022 categoria 1.Pro e come quindicesima prova della Coppa di Francia, si svolse l'11 settembre 2022 su un percorso di 197,6 km, con partenza e arrivo a Fourmies, in Francia. La vittoria fu appannaggio dell'australiano Caleb Ewan, il quale completò il percorso in 4h27'07", alla media di 45,946 km/h, precedendo l'olandese Dylan Groenewegen ed il belga Amaury Capiot.
Sul traguardo di Fourmies 155 ciclisti, su 161 partiti dalla medesima località, portarono a termine la competizione.

## Squadre e corridori partecipanti
| N.      | Cod. | Squadra                     |
| ------- | ---- | --------------------------- |
| 1-7     | COF  | Cofidis                     |
| 11-17   | UAD  | UAE Team Emirates           |
| 21-27   | IWG  | Intermarché-Wanty-Gobert    |
| 31-37   | QST  | Quick-Step Alpha Vinyl Team |
| 41-47   | GFC  | Groupama-FDJ                |
| 51-56   | ADC  | Alpecin-Deceuninck          |
| 61-67   | ARK  | Team Arkéa-Samsic           |
| 71-77   | LTS  | Lotto Soudal                |
| 81-87   | ACT  | AG2R Citroën Team           |
| 91-97   | TFS  | Trek-Segafredo              |
| 101-107 | BEX  | Team BikeExchange-Jayco     |
| 111-117 | TEN  | TotalEnergies               |

| N.      | Cod. | Squadra                          |
| ------- | ---- | -------------------------------- |
| 121-127 | IPT  | Israel-Premier Tech              |
| 131-137 | EFE  | EF Education-EasyPost            |
| 141-147 | UXT  | Uno-X Pro Cycling Team           |
| 151-157 | BWB  | Bingoal Pauwels Sauces WB        |
| 161-167 | BBK  | B&B Hotels-KTM                   |
| 171-177 | SVB  | Sport Vlaanderen-Baloise         |
| 181-187 | GRL  | Go Sport-Roubaix Lille Métropole |
| 191-197 | AUB  | St Michel-Auber 93               |
| 201-207 | UNA  | Team U Nantes Atlantique         |
| 211-217 | COR  | Team Corratec                    |
| 221-227 | NMC  | Nice Métropole Côte d'Azur       |

## Ordine d'arrivo (Top 10)
| Pos. | Corridore         | Squadra       | Tempo    |
| ---- | ----------------- | ------------- | -------- |
| 1    | Caleb Ewan        | Lotto         | 4h27'07" |
| 2    | Dylan Groenewegen | BikeExch.     | s.t.     |
| 3    | Amaury Capiot     | Arkéa         | s.t.     |
| 4    | Stefano Oldani    | Alpecin       | s.t.     |
| 5    | Jason Tesson      | St Michel     | s.t.     |
| 6    | Yves Lampaert     | Quick-Step    | s.t.     |
| 7    | Julien Simon      | TotalEnergies | s.t.     |
| 8    | Marc Sarreau      | AG2R          | s.t.     |
| 9    | Emīls Liepiņš     | Trek          | s.t.     |
| 10   | Luca Mozzato      | B&B Hotels    | s.t.     |